# Fiat Ducato
Fiat Ducato er en serie af varebiler og minibusser, som Fiat Automobiles siden foråret 1981 har bygget i joint venture med PSA Peugeot Citroën. I starten adskilte modellen sig fra de identiske Citroën C25 (i dag Citroën Jumper) og Peugeot J5 (i dag Peugeot Boxer) samt Ram ProMaster gennem de benyttede motorer. Som afløser for Fiat 900 kom modellen Fiat Talento, en version med ekstra kort akselafstand, på markedet; denne version fandtes kun hos Fiat. Med introduktionen af anden generation udgik Fiat Talento hhv. versionen med ekstra kort akselafstand, i stedet kom den mindre Fiat Scudo på markedet i slutningen af 1995.
Fra starten og til i dag er der blevet produceret masser af autocampere på basis af Ducato. Specielt til dette formål findes Ducato som chassis med motor, men uden karrosseri eller med førerhus, sæder og frontparti, som dog er åbent i toppen og bagpå.

## Fiat Ducato I/Fiat Talento/Alfa Romeo AR6/Citroën C25/Peugeot J5/Talbot Express (type 280/290, 1981−1994)
Fiat Ducato I (type 280) er en let varebil bygget af SEVEL mellem maj 1981 og juli 1990.
Joint venture'et SEVEL mellem Fiat og PSA Peugeot Citroën udspillede sig i næsten identiske bilmodeller fra de fem, senere kun tre mærker. Dermed er modellen næsten identisk med Peugeot J5, Citroën C25 og Talbot Express. I Italien blev Ducato mellem april 1985 og december 1989 også solgt under navnet Alfa Romeo AR6.
Ducato og dens søstermodeller har femtrins ratgear. Derved er førerkabinen uden en almindelig gearstang gennemgående gangbar. Senere kopierede konkurrenterne også denne detalje. Den forhjulstrukne bil kunne som ekstraudstyr leveres med firehjulstræk. Ducato I med 2,5-liters turbodieselmotor med 95 hk var eftertragtet i branchen, da det var en varebil med høj tophastighed. Denne motor kunne ikke fås i søstermodellerne fra Peugeot, Citroën og Talbot. Derimod kunne den 2,5-liters sugedieselmotor også fås i Iveco Daily I, og har 75 hk og en topfart på 125 km/t. Ved høje omdrejningstal er støjniveauet i førerkabinen på dieselversionerne meget højt. Forhjulene er ophængt separat på MacPherson-fjederben og tværled, mens bilen bagtil er forsynet med stiv aksel med bladfjedre og teleskopstøddæmpere. Egenvægten ligger alt efter modelvariant og udstyr på ca. 1500 kg, så modellen med 2,8 tons tilladt totalvægt har en lasteevne på op til 1300 kg. Modellen findes også med lang akselafstand og højt tag. Forhjulene er forsynet med skivebremser, mens baghjulene har tromlebremser. Ducato har som standardudstyr bremseforstærker, men derimod ikke servostyring. Reservehjulet er monteret ovenover motoren med en skrue. Håndbremsen er monteret til venstre for førersædet, hvorunder der er monteret en opbevaringskasse.
Modellen med kort akselafstand blev fra marts 1989 ikke solgt som Ducato, men derimod som Fiat Talento. Talento findes kun med 2,0-liters benzinmotoren med 75 hk og 1,9-liters dieselmotoren med 69 hk. Modellen udgik af produktion i maj 1994, og blev i 1995 afløst af Fiat Scudo. Samtidig med Talentos introduktion blev Ducato/J5/C25 type 280 modificeret og type 290 kom på markedet. Udover en forbedring af kabinen og teknikken blev frem for alt rudeudsnittet i dørene ændret for bedre udsyn.
Mellem 1986 og 1992 blev modellen i Storbritannien med højrestyring solgt under navnet Talbot Express som den sidste bilmodel solgt under varemærket Talbot og som efterfølger for Dodge Spacevan.
Fra juli 1990 blev kun type 290 produceret.
En eldrevet version af Ducato type 290 blev produceret i en mindre serie med en op til 43 kW stærk jævnstrømsmotor T29C CLT250 fra Leroy Somer. De 28 serieforbundne VRLA-akkumulatorer af typen Sonnenschein DRYFIT TRACTION 6 V-160 Ah med en vægt på hver 31,5 kg er udstyret med et batteristyresystem og monteret i en 868 kg tung akkumulatorblok i midten af bilen mellem akslerne, hvilket reducerede den brugbare kabinehøjde. Fiat Ducato Elettra har en lasteevne på 750 kg ved en tilladt totalvægt på 3190 kg. Rækkevidden var opgivet til 70 km ved en batterikapacitet på op til 130 Ah, mens bilen har en topfart på 80 km/t i femte gear.
I februar 1994 ophørte produktionen af Ducato I, J5 og C25.
- Alfa Romeo AR6 type 280 (1985–1989)
- Fiat Ducato type 290 (1989–1994)
- Fiat Talento type 280 (1989–1990)
- Fiat Talento type 290 (1990–1994)
- Citroën C25 type 280 (1981−1990), her som autocamper
- Citroën C25 kassevogn type 290 (1990−1994), med højt tag
- Peugeot J5 type 280 (1981−1990)
- Peugeot J5 type 290 (1990−1993)
- Talbot Express (1986−1992)

### Tekniske data
| - Kassevogn med eller uden ruder i varerummet - Minibus til lille eller stort kørekort - Ladvogn med enkelt eller dobbelt førerhus - Chassis med eller uden førerhus | - 800 - 950 - 1000 - 1300 - 1400 - 1800 |

#### Motorer
| Model         | Slagvolume cm³ | Max. effekt kW (hk) / omdr. | Max. drejningsmoment Nm / omdr. | Motorfabrikat | Motorkode          | Mærker                                     |
| ------------- | -------------- | --------------------------- | ------------------------------- | ------------- | ------------------ | ------------------------------------------ |
| Benzinmotorer |                |                             |                                 |               |                    |                                            |
| 1800          | 1796           | 49 (67) / 4800              | 128 / 2300                      | PSA           | XM7T (169B)        | Fiat, Citroën, Peugeot, Talbot, Alfa Romeo |
| 1800          | 1796           | 51 (69) / 4800              | 136 / 2300                      | PSA           | XM7T (169B)        | Fiat, Citroën, Peugeot, Talbot, Alfa Romeo |
| 2000          | 1971           | 55 (75) / 5000              | 147 / 2500                      | PSA           | XN1T (170B)        | Fiat, Citroën, Peugeot, Talbot, Alfa Romeo |
| 2000          | 1971           | 57 (78) / 5000              | 152 / 2500                      | PSA           | XN1T (170B)        | Fiat, Citroën, Peugeot, Talbot, Alfa Romeo |
| 2000          | 1971           | 63 (86) / 4750              | 160 / 2500                      | PSA           | XN1TA (170C)       | Fiat, Citroën, Peugeot, Talbot, Alfa Romeo |
| 2000 kat.     | 1971           | 62 (84) / 4750              | 160 / 2500                      | PSA           | XN1TACP (170D)     | Fiat, Citroën, Peugeot, Talbot, Alfa Romeo |
| Dieselmotorer |                |                             |                                 |               |                    |                                            |
| 1.9 D         | 1905           | 51 (69) / 4600              | 120 / 2000                      | PSA           | XUD9 A (D9B)       | Citroën, Peugeot, Talbot                   |
| 1929 D        | 1929           | 51 (69) / 4600              | 120 / 2500                      | Fiat          | 149B1000           | Fiat, Alfa Romeo                           |
| 1929 TD       | 1929           | 60 (82) / 4100              | 181 / 2500                      | Fiat          | 280A1000           | Fiat, Alfa Romeo                           |
| 2445 TD       | 2445           | 68 (92) / 3800              | 216 / 2200                      | Sofim         | 8144.21            | Fiat, Alfa Romeo                           |
| 2500 D        | 2445           | 53 (72) / 4200              | 147 / 2400                      | Sofim         | 8144.61            | Fiat, Alfa Romeo                           |
| 2.5 D         | 2500           | 54 (73) / 4250              | 149 / 2250                      | PSA           | CRD93L (U25/661)   | Citroën, Peugeot, Talbot                   |
| 2500 D        | 2449           | 55 (75) / 4200              | 162 / 2200                      | Sofim         | 8144.61            | Fiat, Alfa Romeo                           |
| 2500 D        | 2500           | 55 (75) / 4200              | 162 / 2200                      | Sofim         | 8144.67            | Fiat, Alfa Romeo                           |
| 2.5 TD        | 2500           | 70 (95) / 3700              | 210 / 2000                      | PSA           | CRD93-LS (U25/673) | Citroën, Peugeot, Talbot                   |
| 2500 TD       | 2500           | 70 (95) / 3800              | 216 / 2000                      | Sofim         | 8140.27            | Fiat, Alfa Romeo                           |

## Fiat Ducato II/Citroën Jumper I/Peugeot Boxer I (type 230/244, 1994−2006)

### Type 230 (1994−2002)
Anden generation af Ducato (type 230) samt de franske søstermodeller blev præsenteret i 1994 på Geneve Motor Show, og fra marts 1994 igen bygget af SEVEL og fandtes igen med flere forskellige opbygninger. Den mest solgte version var også hos Fiat den lukkede kassevogn. Hos Peugeot hed den tilsvarende model nu Boxer, og hos Citroën Jumper. Modellen fandtes ikke længere som Alfa Romeo og Talbot.
Udviklingen blev påbegyndt allerede i 1987, og alle tre modeller blev valgt til Van of the Year 1994.
I engelsktalende lande blev Citroën Jumper solgt under navnet Citroën Relay, og Peugeot Boxer som Peugeot Manager.
Bemærkelsesværdigt ved den anden generation af Ducato er den 2,5-liters turbodieselmotor med direkte indsprøjtning og 116 (med katalysator 109) hk, som kommer fra Sofim og som alt efter version muliggør en topfart på op til 150 km/t. Udover firehjulstræk kunne modellen også fås med førerairbag og ABS samt automatgear.
I 1998 blev 2,5-litersmotoren afløst af 2,8 i.d. TD med 122 hk, som i 2000 blev afløst af 2,8 JTD med 128 hk og commonrail-indsprøjtning. Denne motor kunne også fås i søstermodellerne fra PSA.
I sommeren 1999 gennemgik alle tre modeller et let facelift, som kan kendes på de todelte sidespejle.
- Fiat Ducato kassevogn (type 230, 1999−2002)
- Citroën Jumper kassevogn (type 230, 1999−2002)
- Peugeot Boxer (type 230, 1994−1999) tilhørende det franske Police nationale.

#### Tekniske data

##### Fiat
| Version       | Motor- fabrikat | Motor- kode    | Slagvolumen (cm³) | Boring × slaglængde (mm) | Fødesystem    | Kompressions- forhold | Maks. effekt kW (hk) ved omdr./min. | Maks. drejnings- moment Nm ved omdr./min. | Topfart (km/t) | Byggeår       |
| Benzinmotorer | Benzinmotorer   | Benzinmotorer  | Benzinmotorer     | Benzinmotorer            | Benzinmotorer | Benzinmotorer         | Benzinmotorer                       | Benzinmotorer                             | Benzinmotorer  | Benzinmotorer |
| ------------- | --------------- | -------------- | ----------------- | ------------------------ | ------------- | --------------------- | ----------------------------------- | ----------------------------------------- | -------------- | ------------- |
| 2.0 i.e. Kat. | PSA             | XU10 J2U (RFW) | 1998              | 86,0 × 86,0              | Multipoint    | [ a ]                 | 80 (109)/5500                       | 168/3400                                  | 130−144        | 1994−2002     |
| Dieselmotorer |                 |                |                   |                          |               |                       |                                     |                                           |                |               |
| 1.9 D         | Fiat            | 230A2000       | 1929              | 82,6 × 90,0              | Hvirvelkammer | 21,0:1                | 51 (69)/4600                        | 120/2500                                  | 120−123        | 1994−1999     |
| 1.9 D         | PSA             | XUD9 A (DJY)   | 1905              | 83,0 × 88,0              | Hvirvelkammer | 23,0:1                | 51 (69)/4600                        | 120/2000                                  | 120−123        | 1999−2002     |
| 1.9 TD        | Fiat            | 230A3000       | 1929              | 82,6 × 90,0              | Hvirvelkammer | 19,2:1                | 60 (82)/4200                        | 180/2500                                  | 127−130        | 1994−1999     |
| 1.9 TD        | PSA             | XUD9 TE (DHX)  | 1905              | 83,0 × 88,0              | Hvirvelkammer | 21,8:1                | 66 (90)/4000                        | 196/2250                                  | 130−136        | 1999−2002     |
| 1.9 TD Kat.   | Fiat            | 230A4000       | 1929              | 82,6 × 90,0              | Hvirvelkammer | 19,2:1                | 59 (80)/4200                        | 175/2500                                  | 127−130        | 1994−1999     |
| 2.0 JTD       | PSA             | DW10 UTD (RHV) | 1997              | 85,0 × 88,0              | Commonrail    | 17,6:1                | 62 (84)/4000                        | 192/1900                                  | 128−136        | 2001−2002     |
| 2.5 D         | Sofim           | 8140.67        | 2500              | 93,0 × 92,0              | Hvirvelkammer | 22,0:1                | 62 (84)/4200                        | 164/2400                                  | 120−126        | 1994−1998     |
| 2.5 TDI       | Sofim           | 8140.47        | 2500              | 93,0 × 92,0              | Direkte       | 19,0:1                | 85 (115)/3800                       | 245/2000                                  | 135−145        | 1994−1998     |
| 2.5 TDI Kat.  | Sofim           | 8140.47R       | 2500              | 93,0 × 92,0              | Direkte       | 19,0:1                | 80 (109)/3800                       | 256/2200                                  | 135−145        | 1994−1998     |
| 2.8 D         | Sofim           | 8140.63        | 2800              | 94,4 × 100,0             | Hvirvelkammer | 21,7:1                | 64 (87)/3800                        | 180/2000                                  | 125−136        | 1998−2002     |
| 2.8 i.d. TD   | Sofim           | 8140.43        | 2800              | 94,4 × 100,0             | Direkte       | 19,0:1                | 90 (122)/3600                       | 285/1800                                  | 146−152        | 1998−2000     |
| 2.8 JTD       | Sofim           | 8140.43S       | 2800              | 94,4 × 100,0             | Commonrail    | 18,0:1                | 94 (128)/3600                       | 300/1800                                  | 146−152        | 2000−2002     |

1. ↑  Med udstødningsnorm Euro2 9,5:1; med Euro3 9,2:1

##### Citroën og Peugeot
| Version       | Motor- fabrikat | Motor- kode    | Slagvolumen (cm³) | Boring × slaglængde (mm) | Fødesystem    | Kompressions- forhold | Maks. effekt kW (hk) ved omdr./min. | Maks. drejnings- moment Nm ved omdr./min. | Topfart (km/t) | Byggeår       |
| Benzinmotorer | Benzinmotorer   | Benzinmotorer  | Benzinmotorer     | Benzinmotorer            | Benzinmotorer | Benzinmotorer         | Benzinmotorer                       | Benzinmotorer                             | Benzinmotorer  | Benzinmotorer |
| ------------- | --------------- | -------------- | ----------------- | ------------------------ | ------------- | --------------------- | ----------------------------------- | ----------------------------------------- | -------------- | ------------- |
| 2.0 i         | PSA             | XU10 J2U (RFW) | 1998              | 86,0 × 86,0              | Multipoint    | [ a ]                 | 80 (109)/5500                       | 168/3400                                  | 130−144        | 1994−2002     |
| Dieselmotorer |                 |                |                   |                          |               |                       |                                     |                                           |                |               |
| 1.9 D         | PSA             | XUD9 AU (D8C)  | 1905              | 83,0 × 88,0              | Hvirvelkammer | 23,0:1                | 51 (69)/4600                        | 120/2000                                  | 120−123        | 1994−1999     |
| 1.9 D         | PSA             | XUD9 A (DJY)   | 1905              | 83,0 × 88,0              | Hvirvelkammer | 23,0:1                | 50 (68)/4600                        | 120/2000                                  | 120−123        | 1999−2002     |
| 1.9 TD        | PSA             | XUD9 TF (D8B)  | 1905              | 83,0 × 88,0              | Hvirvelkammer | 21,8:1                | 68 (92)/4000                        | 196/2250                                  | 130−136        | 1994−1999     |
| 1.9 TD        | PSA             | XUD9 TE (DHX)  | 1905              | 83,0 × 88,0              | Hvirvelkammer | 21,8:1                | 66 (90)/4000                        | 196/2250                                  | 130−136        | 1999−2002     |
| 2.0 HDi       | PSA             | DW10 UTD (RHV) | 1997              | 85,0 × 88,0              | Commonrail    | 17,6:1                | 62 (84)/4000                        | 192/1900                                  | 128−136        | 2001−2002     |
| 2.5 D         | PSA             | DJ5 (T9A)      | 2446              | 92,0 × 92,0              | Hvirvelkammer | 24,0:1                | 63 (86)/4350                        | 153/2250                                  | 121−130        | 1994−2002     |
| 2.5 TD        | PSA             | DJ5 T (T8A)    | 2446              | 92,0 × 92,0              | Hvirvelkammer | 23,0:1                | 76 (103)/4200                       | 230/2200                                  | 135−140        | 1994−1998     |
| 2.5 TDi       | PSA             | DJ5 TED (THX)  | 2446              | 92,0 × 92,0              | Direkte       | 20,0:1                | 79 (107)/4000                       | 235/2250                                  | 147−152        | 1998−2000     |
| 2.8 TDE       | Sofim           | 8140.43        | 2800              | 94,4 × 100,0             | Direkte       | 19,0:1                | 90 (122)/3600                       | 285/1800                                  | 146−152        | 1998−2000     |
| 2.8 HDi       | Sofim           | 8140.43S       | 2800              | 94,4 × 100,0             | Commonrail    | 18,0:1                | 94 (128)/3600                       | 300/1800                                  | 146−152        | 2000−2002     |

1. ↑  Med udstødningsnorm Euro2 9,5:1; med Euro3 9,2:1

### Type 244 (2002−2006)
I april 2002 fik alle tre modeller et facelift (type 244), som udover nye motorer også indeholdt en ny front med forlygter i klart glas. Samtidig blev kabinen og interiøret modificeret. Førerairbag var nu standard, ligesom ABS på de større motorer. Passagerairbag blev nu tilbudt som ekstraudstyr, ligesom antispinregulering til de større motorer.
I august 2006 afsluttede SEVEL produktionen af Ducato II, Boxer I og Jumper I.
- Fiat Ducato (type 244, 2002–2006)
- Bagfra
- Ducato Minibus (Rusland)
- Citroën Jumper Combi (type 244, 2002−2006) tilhørende det græske brandvæsen.
- Peugeot Boxer (type 244, 2002−2006) som ambulance i Lima.
- Brasiliansk produceret Ducato II (2007−)

#### Tekniske data
| Version                     | Motor- fabrikat | Motor- kode     | Slagvolumen (cm³) | Boring × slaglængde (mm) | Fødesystem    | Kompressions- forhold | Maks. effekt kW (hk) ved omdr./min. | Maks. drejnings- moment Nm ved omdr./min. | Topfart (km/t) | Bygge- periode |
| Benzinmotorer               | Benzinmotorer   | Benzinmotorer   | Benzinmotorer     | Benzinmotorer            | Benzinmotorer | Benzinmotorer         | Benzinmotorer                       | Benzinmotorer                             | Benzinmotorer  | Benzinmotorer  |
| --------------------------- | --------------- | --------------- | ----------------- | ------------------------ | ------------- | --------------------- | ----------------------------------- | ----------------------------------------- | -------------- | -------------- |
| 2.0 i 2.0 i.e. Kat.         | PSA             | XU10 J2U (RFL)  | 1998              | 86,0 × 86,0              | Multipoint    | 9,2:1                 | 81 (110)/5800                       | 168/3700                                  | 128−144        | 4/2002−8/2006  |
| Dieselmotorer               |                 |                 |                   |                          |               |                       |                                     |                                           |                |                |
| 2.0 HDi 2.0 JTD             | PSA             | DW10 UTD (RHV)  | 1997              | 85,0 × 88,0              | Commonrail    | 17,6:1                | 62 (84)/4000                        | 192/1900                                  | 128−136        | 4/2002−8/2006  |
| 2.2 HDi                     | PSA             | DW12 UTED (4HY) | 2179              | 85,0 × 96,0              | Commonrail    |                       | 74 (100)/4000                       | 240/1900                                  | 142            | 4/2002−8/2006  |
| 2.3 JTD 16V                 | Sofim           | F1AE0481C       | 2286              | 88,0 × 94,0              | Commonrail    | 19,0:1                | 81 (110)/3600                       | 270/1800                                  | 143−149        | 4/2002−8/2006  |
| 2.8 HDi 2.8 JTD             | Sofim           | 8140.43S        | 2800              | 94,4 × 100,0             | Commonrail    | 18,0:1                | 94 (128)/3600                       | 300/1800                                  | 148−152        | 4/2002−8/2006  |
| 2.8 HDi POWER 2.8 JTD POWER | Sofim           | 8140.43N        | 2800              | 94,4 × 100,0             | Commonrail    | 18,0:1                | 107 (145)/3600                      | 310/1500                                  | 159            | 5/2004−8/2006  |

1. ↑  Kun for Citroën og Peugeot
2. ↑  Kun for Fiat

#### Udenfor Europa
Ducato type 244 bygges siden 2003 på Iveco-fabrikken i Sete Lagoas i Brasilien til det sydamerikanske marked.
Siden 2006 produceres bilen også til det russiske marked af Sollers i Moskva.

### Sikkerhed
Det svenske forsikringsselskab Folksam vurderer flere forskellige bilmodeller ud fra oplysninger fra virkelige ulykker, hvorved risikoen for død eller invaliditet i tilfælde af en ulykke måles. I rapporterne Hur säker är bilen? er/var Ducato, Jumper og Boxer i årgangene 1995 til 2006 klassificeret som følger:
- 2013: Mindst 40 % bedre end middelbilen[6]
- 2015: Mindst 40 % bedre end middelbilen[7]
- 2017: Mindst 40 % bedre end middelbilen[8]

## Fiat Ducato III/Citroën Jumper II/Peugeot Boxer II (type 250, 2006−)
Tredje generation af Ducato/Boxer/Jumper (type 250) kom på markedet den 15. juni 2006. Alt efter model andrager nyttelasten op til 2.100 kg, og lastrumsvolumen op til 17 m³.
Modellen findes med tre forskellige commonrail-dieselmotorer med mellem 74 og 116 kW (100 til 158 hk). En til brug med naturgas optimeret benzinmotor med 100 kW (136 hk) sælges under navnet Natural Power. Firehjulstræk indbygges ikke længere fra fabrikken, men derimod af karrosseribyggeren Dangel i Frankrig. Udover ABS, fører- og passagerairbags og servostyring er alt efter version også mekanisk bremseassistent (EBD), elektronisk stabilitetsprogram (ESP), antispinregulering (ASR) og adaptivt stabilitetsprogram (LAC) standardudstyr.
Den første autocamper på basis af Ducato III blev præsenteret på Caravan Salon i Düsseldorf i 2006. På Frankfurt Motor Show 2007 blev der præsenteret en racertruck-prototype kaldet Ducato Truckster, som havde bl.a. hydrauliske fløjdøre og LED-forlygter.
- Fiat Ducato som ladvogn
- Instrumentbræt
- Citroën Jumper (2006−2014) som kassevogn
- Peugeot Boxer (2006−2014) som minibus
- Citroën Jumper med autocamperopbygning fra Pössl

### Tekniske data
| Model                | Slagvolume cm³ | Max. effekt kW (hk) / omdr. | Max. drejningsmoment Nm / omdr. | Motorfabrikat | Motorkode | Byggeår     | Mærker                 |
| -------------------- | -------------- | --------------------------- | ------------------------------- | ------------- | --------- | ----------- | ---------------------- |
| 100 Multijet/2.2 HDi | 2198           | 74 (100) / 2900             | 250 / 1500                      | PSA           | 4HV       | 2006 − 2011 | Fiat, Citroën, Peugeot |
| 2.2 HDi              | 2198           | 88 (120) / 3500             | 320 / 2000                      | PSA           | 4HU       | 2006 − 2011 | Citroën, Peugeot       |
| 120 Multijet         | 2287           | 88 (120) / 3600             | 320 / 2000                      | Sofim         | F1AE0481D | 2006 − 2011 | Fiat                   |
| 130 Multijet         | 2287           | 96 (130) / 3600             | 320 / 2000                      | Sofim         | F1AE0481N | 2006 − 2011 | Fiat                   |
| 160 Multijet/3.0 HDi | 2999           | 117 (159) / 3500            | 400 / 1600                      | Sofim         | F1CE0481D | 2006 − 2011 | Fiat, Citroën, Peugeot |

### Fiat Ducato/Peugeot Manager (Mexico)
Udover produktionen til Europa hos Sevel produceres modellen også på Iveco-fabrikken i Mexico til det sydamerikanske marked, ligesom den identiske Peugeot Manager.

### Facelift i 2011
I slutningen af 2011 blev modellerne moderniseret. Hvor karrosseriet kun blev modificeret uvæsentligt, blev motorerne stærkere og mere økonomiske. Gennem et nyt instrumentbræt med dyrere materialer fik kabinen mere personbilspræg. Udover nye betjeningselementer til klimaanlægget kom der også en ny integreret radio. Dertil kom en holder til navigationssystem og moderne, tofarvede indtræk og nye sidebeklædninger i dørene.
Alle motorer opfylder nu Euro5-normen og serviceintervallet er øget til 48.000 km. I modsætning til forgængeren har bilen dagkørelys og bjergigangsætningsassistent. Basismotoren hedder 115 Multijet og yder 85 kW (115 hk), hvilket er 15 hk mere end den tidligere basismodel. 2,3-liters dieselmotoren med hidtil 120 hk fås nu i to effekttrin med 96 kW (130 hk) og 109 kW (148 hk), og fås også med start/stop-system. På 3,0-liters topmotoren steg effekten til 130 kW (177 hk) (førhen 158 hk), og motoren fås nu også med automatiseret manuel gearkasse. PSA's 2,2-liters HDi-motor fås nu i effekttrinene 81 kW (110 hk), 96 kW (130 hk) og 110 kW (150 hk) mod før 74 kW (100 hk) og 88 kW (120 hk).
- Midterkonsol
- Kombiinstrument

#### Tekniske data
| Model                      | Slagvolume cm³ | Max. effekt kW (hk) / omdr. | Max. drejningsmoment Nm / omdr. | Motorfabrikat | Motorkode   | Byggeår     | Mærker                 |
| -------------------------- | -------------- | --------------------------- | ------------------------------- | ------------- | ----------- | ----------- | ---------------------- |
| 110 Multijet               | 2287           | 83 (113) / 3600             | 300 / 1800                      | Sofim         | F1AE3481G   | 2011 − 2016 | Fiat                   |
| 115 Multijet               | 1956           | 85 (115) / 3750             | 280 / 1500                      | Fiat          | 250A1000    | 2011 − 2016 | Fiat                   |
| 115 Multijet               | 1956           | 85 (115) / 4000             | 290 / 1750                      | Fiat          | 250A2000    | 2016 −      | Fiat                   |
| 130 Multijet               | 2287           | 96 (130) / 3600             | 320 / 1800                      | Sofim         | F1AE6481D   | 2011 − 2016 | Fiat                   |
| 130 Multijet               | 2287           | 96 (130) / 3600             | 320 / 1800                      | Sofim         | F1AGL411D/M | 2016 −      | Fiat                   |
| 150 Multijet               | 2287           | 109 (148) / 3600            | 350 / 1500                      | Sofim         | F1AE3481E   | 2011 − 2016 | Fiat                   |
| 150 Multijet               | 2287           | 110 (150) / 3600            | 380 / 1800                      | Sofim         | F1AGL411C   | 2016 −      | Fiat                   |
| 2.0 HDi                    | 1997           | 81 (110) / 3500             | 300 / 1500                      | PSA           |             | 2016 −      | Citroën, Peugeot       |
| 2.0 HDi                    | 1997           | 96 (130) / 3750             | 350 / 1750                      | PSA           |             | 2016 −      | Citroën, Peugeot       |
| 2.0 HDi                    | 1997           | 120 (163) / 3750            | 350 / 1750                      | PSA           |             | 2016 −      | Citroën, Peugeot       |
| 2.2 HDi                    | 2198           | 81 (110) / 3500             | 250 / 1750                      | PSA           | 4H03        | 2011 − 2016 | Citroën, Peugeot       |
| 2.2 HDi                    | 2198           | 96 (130) / 3500             | 320 / 2000 − 2300               | PSA           | 4H03        | 2011 − 2016 | Citroën, Peugeot       |
| 2.2 HDi                    | 2198           | 110 (150) / 3500            | 350 / 1750                      | PSA           | 4H03        | 2011 − 2016 | Citroën, Peugeot       |
| 180 Multijet Power/3.0 HDi | 2999           | 130 (177) / 3500            | 400 / 1400                      | Sofim         | F1CE3481E   | 2011 − 2016 | Fiat, Citroën, Peugeot |
| 180 Multijet Power         | 2287           | 130 (177) / 3500            | 400 / 1500                      | Sofim         | F1AGL411B   | 2016 −      | Fiat                   |

### Ram ProMaster (2013−)
Siden 2013 er Fiat Ducato blevet fremstillet af Chrysler i Mexico af Ram Trucks under navnet Ram ProMaster som sælges i Nordamerika. Motorprogrammet i Nordamerika omfatter en 3,6-liters Pentastar V6-benzinmotor med 280 hk og sekstrins automatgear samt en 3,0-liters firecylindret commonrail-dieselmotor med 174 hk og sekstrins manuel gearkasse.
Dette er den anden ommærkede varebil af europæisk oprindelse som sælges af Chrysler efter Dodge Sprinter, som var baseret på Mercedes-Benz Sprinter og var på markedet i årene 2003 til 2010. Indtil da havde Chrysler deres egen model, Dodge Ram Wagon.

### Facelift i 2014
I maj 2014 gennemgik alle modellerne med undtagelse af den nyintroducerede Ram endnu et facelift.
- Fiat Ducato (2014−)
- Citroën Jumper (2014−)
- Peugeot Boxer (2014−)

#### Modificerede Euro 6-motorer (2016−)
| Model        | Slagvolume cm³ | Max. effekt kW (hk) / omdr. | Max. drejningsmoment Nm / omdr. | Mærker           |
| ------------ | -------------- | --------------------------- | ------------------------------- | ---------------- |
| 115 Multijet | 1956           | 85 (115) / 4000             | 290 / 1750                      | Fiat             |
| 130 Multijet | 2287           | 96 (130) / 3600             | 320 / 1800                      | Fiat             |
| 150 Multijet | 2287           | 109 (148) / 3600            | 380 / 1500                      | Fiat             |
| 180 Multijet | 2287           | 130 (177) / 3500            | 400 / 1500                      | Fiat             |
| BlueHDi 110  | 1997           | 81 (110) / 3500             | 304 / 1500                      | Citroën, Peugeot |
| BlueHDi 130  | 1997           | 96 (131) / 3750             | 350 / 1750                      | Citroën, Peugeot |
| BlueHDi 160  | 1997           | 120 (163) / 3750            | 350 / 1750                      | Citroën, Peugeot |

#### Euro 6d-TEMP-motorer (Citroën Jumper og Peugeot Boxer, 2019−)
| Model       | Slagvolume cm³ | Max. effekt kW (hk) / omdr. | Max. drejningsmoment Nm / omdr. |
| ----------- | -------------- | --------------------------- | ------------------------------- |
| BlueHDi 120 | 2179           | 88 (120) / 3500             | 310 / 1500                      |
| BlueHDi 140 | 2179           | 103 (140) / 3750            | 340 / 1750                      |
| BlueHDi 165 | 2179           | 121 (165) / 3750            | 370 / 1750                      |

#### Euro 6d-TEMP-motorer (Fiat Ducato, 2020−)
Motorerne er nu udstyret med SCR-teknik (AdBlue) til udstødningsrensning og opfylder Euro 6d-TEMP-normen. Alle motorer er nu udstyret med VTG-turbolader (variabel turbinegeometri).
160- og 180 hk-versionerne har forstærket krumtapaksel, andre kolber og en modificeret turbolader.
Også den svageste motorvariant er nu baseret på den samme 2,3-litersmotor som de stærkere versioner, som produceres af motorfabrikanten FPT Industrial (Iveco).
| Model         | Slagvolume cm³ | Max. effekt kW (hk) / omdr. | Max. drejningsmoment Nm / omdr. |
| ------------- | -------------- | --------------------------- | ------------------------------- |
| 120 Multijet2 | 2287           | 88 (120) / 3750             | 320 / 1400 − 2500               |
| 140 Multijet2 | 2287           | 103 (140) / 3500            | 350 / 1400 − 2500               |
| 160 Multijet2 | 2287           | 117 (160) / 3500            | 380 / 1500 − 2750               |
| 180 Multijet2 | 2287           | 130 (178) / 3500            | 400 / 1500 − 3000               |

1. ↑  Med 9-trins automatgear: 400 Nm
2. ↑  Med 9-trins automatgear: 450 Nm

##### Naturgasmotor
| Model             | Slagvolume cm³ | Max. effekt kW (hk) / omdr. | Max. drejningsmoment Nm / omdr. |
| ----------------- | -------------- | --------------------------- | ------------------------------- |
| 140 Natural Power | 2999           | 100 (136) / 3500            | 350 / 1500 − 2750               |

### e-Ducato (2019−)
I 2019 blev prototypen e-Ducato præsenteret. I et år blev 28.000 køretøjer med forbrændingsmotor overvåget og oplysningerne analyseret i form af kilometerydelse, variabilitet, brændstofomkostninger, udnyttelse og temperatur. I juni 2020 blev den rent batteridrevne e-Ducato præsenteret på basis af disse analyser. Rækkevidden ligger på mellem 220 og 360 km. Bilen er udstyret med en 90 kW (122 hk) stærk motor og har en topfart på 100 km/t og et drejningsmoment på 280 Nm. Modellen findes ligesom versionerne med forbrændingsmotor med en lastvolumen på op til 17 m³ og en lasteevne på op til 1950 kg. I første omgang sælges e-Ducato i rammerne af pilotprojekter til udvalgte kunder.

### Opel Movano C (2021−)
I 2017 blev Opel overtaget af PSA, som i 2021 blev en del af Stellantis. Som følge heraf sælges Ducato/Jumper/Boxer fra 2021 også som Opel Movano til afløsning af den tidligere model af samme navn på basis af Renault Master. Motorprogrammet er identisk med de franske versioner.